# Cỏ lông công
Cỏ lông công hay còn gọi tinh thảo Nhật Bản (danh pháp khoa học: Eragrostis japonica) là một loài thực vật có hoa trong họ Hòa thảo. Loài này được (Thunb.) Trin. mô tả khoa học đầu tiên năm 1830.